# Władcy Urbino
Lista obejmuje władców rządzących Księstwem Urbino, istniejącym w latach 1213-1631.

## Hrabiowie Urbino

### Dynastia Montefeltro
- 1226–1241 : Buonconte
- 1241–1253 : Montefeltrano
- 1253–1296 : Gwido I (abdykował, zmarł 1298)
  - 1285–1294 : rządy papieskie
- 1296–1322 : Fryderyk I
- 1322–1360 : Gwido II Nolfo
  - 1322–1324 : rządy papieskie
- 1360–1363 : Fryderyk II
- 1363–1404 : Antoni
  - 1369–1375 : rządy papieskie
- 1404–1443 : Guidantonio

## Książęta Urbino

### Dynastia Montefeltro
- 1443–1444 : Oddantonio (pierwszy książę Urbino, na mocy nadania papieża Eugeniusza IV)
- 1444–1482 : Fryderyk III (dziedziczny książę od 1474, na mocy nadania papieża Sykstusa IV)
- 1482–1502 : Guidobaldo I (usunięty)

### Dynastia Borgia
- 1502–1503 : Cezar Borgia (usunięty, zmarł 1507)

### Dynastia Montefeltro
- 1503–1508 : Guidobaldo I (ponownie)

### Dynastia della Rovere
- 1508–1516 : Franciszek Maria I della Rovere

### Dynastia Medyceuszy
- 1516–1519 : Wawrzyniec II Medyceusz

### Dynastia della Rovere
- 1519–1516 : Franciszek Maria I (ponownie)
- 1538–1574 : Guidobaldo II della Rovere
- 1575–1621 : Franciszek Maria II della Rovere (abdykował)
- 1621–1623 : Fryderyk Ubaldo della Rovere
- 1623–1625 : Franciszek Maria II (ponownie, abdykował, zmarł 1631)

1631 : włączenie do państwa papieskiego